# Marcella Boveri
Marcella O'Grady, coniugata Boveri (Boston, 7 ottobre 1863 – Trenton, 24 ottobre 1950), è stata una biologa statunitense, moglie di Theodor Boveri.

## Biografia
Marcella O'Grady era figlia di immigranti irlandesi.
Faceva parte della prima generazione di donne che conclusero un percorso di studi scientifico, e nel 1885 fu la prima donna a sostenere l'esame finale presso il Massachusetts Institute of Technology.
Una volta concluso un percorso di studi presso l'Università di Harvard lavorò come  assistente dello zoologo e primo genetista statunitense Edmund Beecher Wilson presso il Bryn Mawr College in Pennsylvania.
Nel 1889 si trasferì al Vassar College, dove lavorò come docente.
Sposata con il biologo tedesco Theodor Boveri, ebbe con questi una figlia, Margret, tra le più note giornaliste tedesche del secondo dopoguerra.